# نپی
نُپی یا نِبی نام پارسی قرآن است. نپی را به فتح و کسر نون هم گفته‌اند. نپی‌جو را قرآن‌پژوه و دانشجوی قرآن و علوم قرآنی می‌نامند.
ریشهٔ نپی، چند پند بوده که به مرور زمان به نپی مبدل شده است.
در پارسی میانه واژه نیبگ (nibeg) واژه رایجی به معنی کتاب در کل بوده است (در معنی سنگ‌نوشته یک‌بار به‌کار رفته است). در پارسی نو واژه نِبی یا نُبی به معنی قرآن تحول‌یافته همین واژه پارسی میانه است.
همانگونه که مسیحیان از آغاز کتاب انجیل را bible به معنی کتاب نامیدند ایرانیان نیز قرآن را در زبان خود نبی یعنی کتاب نام نهادند.